# Елань-Коленовский район
Елань-Коленовский район — административно-территориальная единица в Центрально-Чернозёмной и Воронежской областях РСФСР, существовавшая в 1928—1963 годах. Административный центр — село Елань-Колено.
Район был образован 30 июля 1928 года в составе Борисоглебского округа Центрально-Чернозёмной области. В него вошла территория бывшей Еланской волости Новохопёрского уезда Воронежской губернии.
В июле 1930 года Борисоглебский округ был упразднён и район вошёл в состав области напрямую.
После упразднения Центрально-Чернозёмной области 13 июня 1934 года район вошёл в состав вновь образованной Воронежской области. С 1929 года выпускалась районная газета «По ленинскому пути».
В 1938—1959 годах часть территории района выделялась в состав вновь образованного Абрамовского района.
В 1962 году район был включён как сельский район в Таловское производственное колхозно-совхозное управление.
1 февраля 1963 года Елань-Коленовский район был упразднён, его территория вошла в состав Таловского района, с 14 января 1965 года - в Новохопёрском районе.

## Административное деление
В 1940 году в состав района входили 1 рабочий посёлок (Елань-Коленовский) и 8 сельских советов:
| - Березовский, - Бурляевский, - Еланский, - Коленовский, - Михайловский, - Ново-Покровский, - Подосиновский, - Полежаевский. |